# 엔리케 바예스트레로
엔리케 페드로 바예스트레로 그리포(스페인어: Enrique Pedro Ballestrero Griffo; 1905년 1월 18일, 몬테비데오 주 몬테비데오 ~ 1969년 10월 11일, 몬테비데오 주 몬테비데오)는 우루과이의 전 축구 선수로, 현역 시절 골키퍼로 활약했다.
그는 우루과이 국가대표팀 일원으로 1930년 월드컵을 우승했다. 그는 아르헨티나와의 결승전을 포함하여 대회의 4경기에 모두 출전했다.

## 수상

### 국가대표팀
우루과이
- 월드컵: 1930
- 남미 선수권 대회: 1935

### 개인
- 월드컵 대회의 선수단: 1930